# 迪亚讷卡佩勒
迪亚讷卡佩勒（法語：Diane-Capelle；法語發音：[djan kapɛl]）是法国摩泽尔省的一个市镇，属于萨尔堡-萨兰堡区。

## 地理
迪亚讷卡佩勒（48°43'44"N, 6°56'2"E）面积6.07 平方千米，位于法国大東部大區摩泽尔省，该省份为法国东北部内陆省份，是洛林的一部分，西南接默尔特-摩泽尔省，东临下莱茵省，北与卢森堡和德国接壤。
与迪亚讷卡佩勒接壤的市镇（或旧市镇、城区）包括：巴尔尚、贡德雷克桑日、凯尔普里什欧布瓦、朗甘贝尔、罗德。

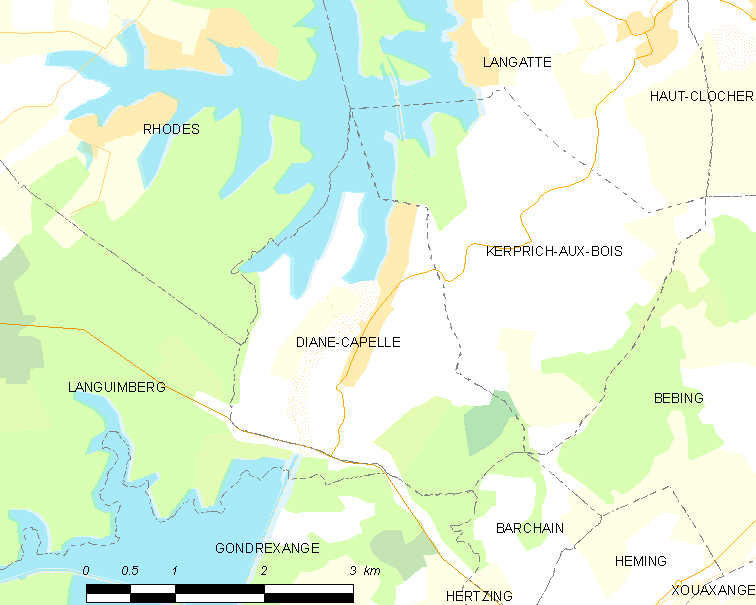
迪亚讷卡佩勒的OSM定位图

迪亚讷卡佩勒的时区为UTC+01:00、UTC+02:00（夏令时）。

## 行政
迪亚讷卡佩勒的邮政编码为57830，INSEE市镇编码为57175。

## 政治
迪亚讷卡佩勒所属的省级选区为萨尔堡县。

## 人口

1962-2008年间迪亚讷卡佩勒人口变化图示

迪亚讷卡佩勒于2022年1月1日时的人口数量为244人。